# (4113) Rascana
(4113) Rascana es un asteroide perteneciente al cinturón de asteroides, descubierto el 18 de enero de 1982 por Edward Bowell desde la Estación Anderson Mesa (condado de Coconino, cerca de Flagstaff, Arizona, Estados Unidos).

## Designación y nombre
Designado provisionalmente como 1982 BQ. Fue nombrado Rascana en honor a la Real Sociedad Astronómica de Canadá (en Inglés, Royal Astronomical Society of Canada) de ahí su nombre, para celebrar el 100 aniversario, fue creada en 1890.